# 根目录
在计算机的文件系统中，根目录指文件系统的最上一级目录，它是相对子目录来说的；它如同一棵大树的“根”一般，所有的树杈以它为起点，故被命名为根目录。以微软公司开发的Windows操作系统为例：打开这台电脑（我的电脑、计算机），双击C盘就进入C盘的根目录。双击D盘就进入D盘的根目录。

## 不同作業系統上的根目录
Unix完全抽象了这个树层次结构的本质，在Unix和类Unix系统中，根目录用/（斜杠）符号表示。虽然根目录通常称为/，但目录条目本身没有名称，它的名称是初始目录分隔符（/）之前的“空”部分。所有文件系统条目（包括已挂载的文件系统）都是此根的“分支”。
在DOS、OS/2和Microsoft Windows下，每个分区都有一个驱动器号分配（比如C分区被标记为C:\），并且上面没有公共根目录。 DOS、OS/2和Windows确实支持更抽象的层次结构，其中分区可以挂载在另一个驱动器的目录中，尽管这个功能平时很少使用。这可以在DOS中就可以通过JOIN命令实现，该命令很早就被添加到DOS中，也可以在所有Windows版本中使用。在某些情况下，也可以引用包含所有已安装驱动器的根目录，但它不能直接包含文件，因为它在任何文件系统上都不存在。
在类UNIX操作系统中，每个进程都有自己的根目录。对于大多数进程，这与系统的实际根目录相同，但可以通过调用chroot系统命令调用来更改它。这通常用于创建隔离环境以运行需要传统库的软件，有时还可以简化软件安装和调试。 Chroot并不意味着用于增强安全性，因为内部的进程可以透过第二次chroot来获得足够权限，逃出chroot的限制。FreeBSD提供了一个更强大的jail()系统调用，它支持操作系统层虚拟化，并且还用于安全目的，以限制进程可以访问文件系统层次结构的一个子集的文件。